# Eureka Sound
El Eureka Sound o estrecho de Eureka es un canal de agua ártico en la región Qikiqtaaluk en Nunavut, Canadá. Separa la isla Axel Heiberg de la isla Ellesmere. La isla Stor se encuentra dentro del estrecho. El Eureka Sound tiene 290 km de largo y su anchura oscila entre los 13 a los 48 km. En sus proximidades se encuentra la base científica Eureka.